# Škrilje, Metlika
Škrilje este o localitate din comuna Metlika, Slovenia, cu o populație de 10 locuitori.